# Saccopharynx paucovertebratis
Espèce
Saccopharynx paucovertebratis est une espèce de poissons de la famille des Saccopharyngidés qui se rencontre dans l'Atlantique à l'ouest de Madère.